# V790 Андромеды
V790 Андромеды (лат. V790 Andromedae) — двойная затменная переменная звезда типа W Большой Медведицы (EW) в созвездии Андромеды на расстоянии приблизительно 1820 световых лет (около 558 парсеков) от Солнца. Видимая звёздная величина звезды — от +14,75m до +14,05m. Орбитальный период — около 0,2801 суток (6,7219 часа).

## Характеристики
Первый компонент — жёлтый карлик спектрального класса G. Масса — около 1,01 солнечной, радиус — около 0,95 солнечного, светимость — около 0,66 солнечной. Эффективная температура — около 5136 K.
Второй компонент — жёлтый карлик спектрального класса G. Масса — около 0,41 солнечной, радиус — около 0,64 солнечного, светимость — около 0,29 солнечной. Эффективная температура — около 5105 K.